# Linha B do Metrô de Roma
A linha B é uma das duas linhas do Metro de Roma. Corta a cidade no sentido nordeste-sul. Circula entre as estações de Rebibbia, Jonio e Laurentina (logo a leste do bairro EUR). Tem 26 estações.
É identificada pela cor azul.